# Le Rayon infernal
Pour plus de détails, voir Fiche technique et Distribution.
Le Rayon infernal (Il raggio infernale) est un film hispano-italien réalisé par Gianfranco Baldanello, sorti en 1967.

## Synopsis
Le scientifique Jean Karl Michael invente un rayon de la mort sans un but, selon lui, « pacifique ». Alors qu'il fait la démonstration du rayon à des représentants européens de l'OTAN, un groupe d'agents ennemis déguisés en responsables de l'OTAN vole le rayon de la mort, enlève le scientifique et s'échappe.
L'agent secret Bart Fargo, qui était sur le point de partir en vacances, se voit confier la tâche de récupérer le rayon de la mort et de sauver le scientifique. Il se rend à Barcelone où une piste désigne une organisation ennemie ; il s'y lie d'amitié avec une agent ennemie qui l'aidera à arrêter l'organisation adverse.

## Fiche technique
- Titre français : Le Rayon infernal
- Titre original italien : Il raggio infernale
- Titre espagnol : Nido de espias[2]
- Réalisateur : Gianfranco Baldanello (sous le pseudo de Frank G. Carrol)
- Scénario : Juan Antonio Cabezas, Jaime Comas, Aldo Cristiani[2]
- Genre : Film d'espionnage, film de science fiction
- Musique : Gianni Ferrio
- Sociétés de production : Leda Films, Meteor Filmes[2]
- Pays de production :  Italie,  Espagne
- Durée : 106 min
- Date de sortie : 1967
- Affiche : Constantin Belinsky (France)

## Distribution
- Gordon Scott : Bart Fargo
- Delfi Mauro (sous le pseudo de Maureen Delphy) : Lucille
- Nello Pazzafini (sous le nom de Ted Carter) : Franck
- Tullio Altamura (en) (sous le nom de Tor Altmayer) : professeur Mac Horn
- Alberto Dalbes
- Silvia Solar